# Baigts-de-Béarn

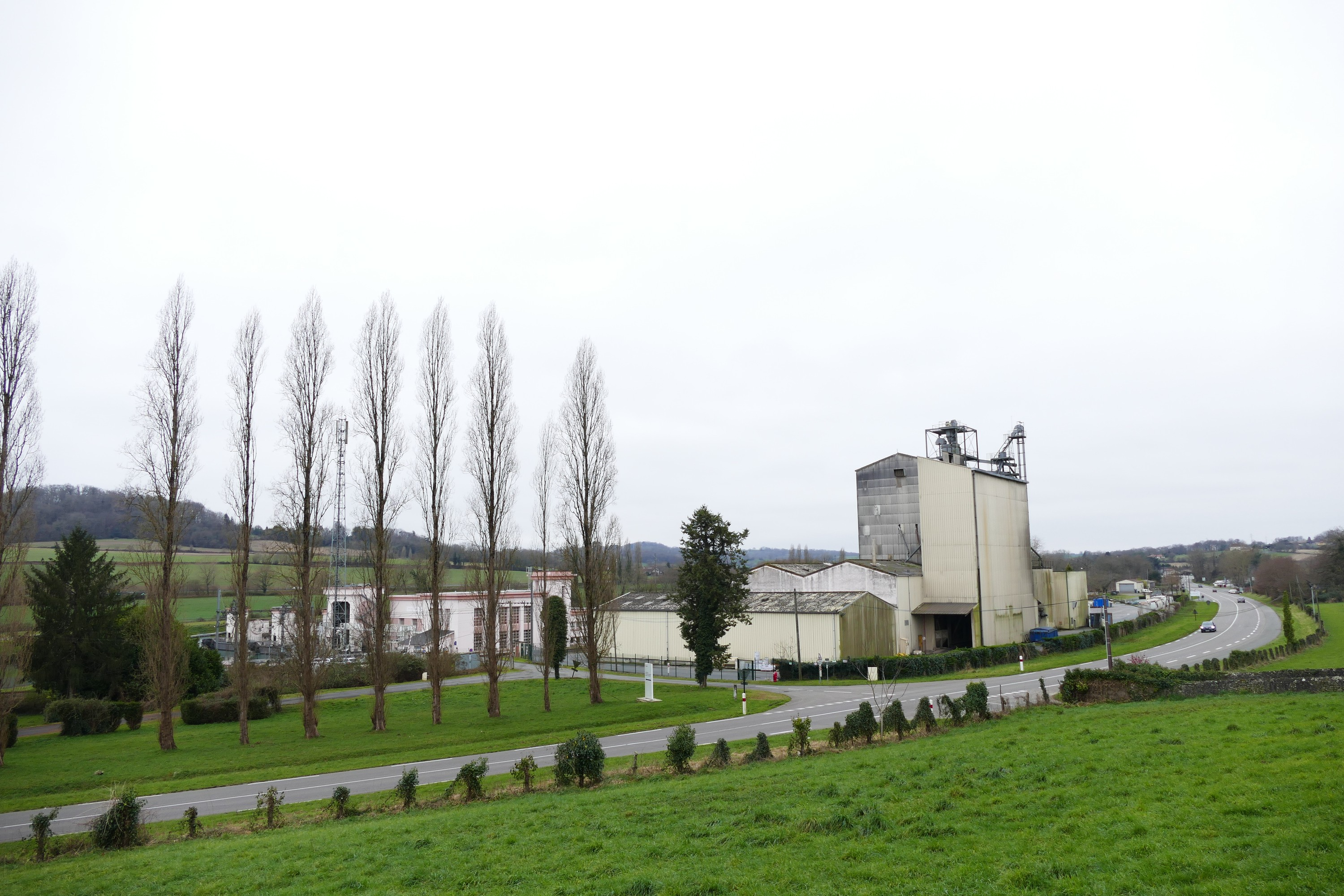
Wasserkraftanlage

Baigts-de-Béarn ist eine französische Gemeinde mit 867 Einwohnern (Stand 1. Januar 2022) im Département Pyrénées-Atlantiques in der Region Nouvelle-Aquitaine (vor 2016 Aquitaine). Sie gehört zum Arrondissement Pau und zum Kanton Orthez et Terres des Gaves et du Sel (bis 2015 Orthez).
Die Einwohner werden Batchois oder Batchoises genannt.

## Geographie
Baigts-de-Béarn liegt im Béarn circa sieben Kilometer nordwestlich von Orthez im nördlichen Grenzgebiet zum benachbarten Département Landes.
Umgeben wird der Ort von den Nachbargemeinden:
|        | Ossages (Landes) Saint-Girons-en-Béarn      |            |
| Ramous | Kompassrose, die auf Nachbargemeinden zeigt | Saint-Boès |
| Bérenx | Salles-Mongiscard                           | Orthez     |

Baigts-de-Béarn liegt im Einzugsgebiet des Adours am rechten Ufer des Gave de Pau. Zwei seiner Nebenflüsse, der Arriou de Bardy und der Ruisseau de Montlong, entspringen im Gemeindegebiet. Ein weiterer Zufluss, der Ruisseau de Lataillade, bildet zu einem großen Teil die nördliche Gemeindegrenze.

## Geschichte
Die ursprünglichen Bewohner von Baigts-de-Béarn profitierten von der bevorzugten geografischen Lage auf einer Anhöhe über dem bewaldeten Tal des Gave de Pau. Dies wird belegt durch die Existenz eines befestigten Lagers in der Urgeschichte. In der gallo-römischen Zeit war die Gemeinde eine wichtige Etappe auf zwei großen römischen Handelsstraßen. Am Ende der Regentschaft von Gaston VII., Vicomte von Béarn, im 13. Jahrhundert wurde eine neue Ringmauer um die Ortschaft errichtet als Zeichen der wachsenden Bedeutung als Amtssitz. Unter den Einwohnern gab es zu der Zeit einen Notar, einen Chirurg und vier örtliche Adelige.
Baigts wird im 13. Jahrhundert als Baigs in den fors de Béarn erwähnt, einer Sammlung von amtlichen Texten der Vizegrafschaft von Béarn. Im Jahre 1385 wurden bei einer Volkszählung 59 Haushalte gezählt.
Weitere Formen des Ortsnamens in den Schriften waren in der Folge: Baigx (1318), Bags (1343), Bachs (1505), Batz (gegen 1540), Vagtz (1548) und Baitz (1582). Baigts wurde im 16. Jahrhundert ein Zentrum der Reformation in der Region und litt deshalb besonders unter den Folgen der Hugenottenkriege. Auf der Karte von Cassini 1750 ist die Gemeinde als Baigts eingetragen, während der Französischen Revolution 1793 als Baigt, 1801 dann als Baigts geführt. Um einer Verwechslung vorzubeugen, wurde der Zusatz „de-Béarn“ im 20. Jahrhundert offiziell zum Namen angefügt.

### Einwohnerentwicklung
Die Zahl von ungefähr 1000 Einwohnern hat sich bis zum letzten Quartal des 19. Jahrhunderts gehalten. Dann begann ein Abwärtstrend bis in die 1950er Jahre, an dessen Ende die Zahl insgesamt um ca. 40 % abgenommen hat. Seitdem ist die Zahl wieder um insgesamt mehr als 50 % angewachsen, was durch die Dynamik des nahen Orthez zu erklären ist.
| Jahr      | 1962 | 1968 | 1975 | 1982 | 1990 | 1999 | 2006 | 2009 | 2022 |
| --------- | ---- | ---- | ---- | ---- | ---- | ---- | ---- | ---- | ---- |
| Einwohner | 633  | 621  | 677  | 744  | 777  | 739  | 773  | 805  | 867  |

## Sehenswürdigkeiten
- Kirche Saint-Vincent et Saint-Barthélemy. Die ursprünglich an dieser Stelle gestandenen Kirche wurde 1569 zerstört. Im folgenden Jahrhundert wurde eine neue Kirche gebaut, von der der Chor und der östliche Bereich des Kirchenschiffs bis heute erhalten ist. Von der Mitte bis zum Ende des 19. Jahrhunderts wurden Restaurierungen und Erweiterungen vorgenommen. Der zerstörte Kirchturm wurde erst in zwei Projekten in den Jahren 1848 und 1851 wiederaufgebaut. Er trägt seitdem einen polygonalen Turmhelm. 1901 wurde die Kapelle an der Südseite gebaut und mit einem doppelten Glasfenster von der in der Region bekannten Glasmalerei Mauméjean ausgestattet. Die Arbeiten an einem doppelten Glasfenster im Hauptschiff wurden 1911 vom Bordelaiser Glasmaler Gustave Pierre Dagrant ausgeführt.[8][9]
- Protestantische Kirche von Baigts-de-Béarn. Das ursprüngliche Gotteshaus wurde 1685 nach dem Widerruf des Edikts von Nantes, das den Hugenotten in Frankreich eine gewisse religiöse Toleranz und volle Bürgerrechte zugesichert hatte, auf Anweisung des Intendanten Foucault zerstört. Das heutige Gebäude ist das Resultat eines Wiederaufbaus im Jahre 1819 und zahlreichen Restaurierungen im 19. Jahrhundert.[10]
- Schloss Bellevue. Die Schlossanlage zeugt von der Bedeutung der Gemeinde in früheren Zeiten. Der Name „Schöner Blick“ verweist auf den unverbaubaren Blick von der Anhöhe auf das bewaldete Tal des Gave de Pau. Heute befinden sich dort eine Einrichtung zur Eingliederung von Menschen mit Behinderung in das Arbeitsleben, die regionale kulinarische Spezialitäten produziert, eine Gemeinschaftsunterkunft und ein Altenheim.[11]
- Schloss Cassou, erbaut im 18. und 19. Jahrhundert.
- Schloss Tourriangle, erbaut in der zweiten Hälfte des 18. Jahrhunderts.

## Wirtschaft und Infrastruktur
Baigts-de-Béarn liegt in der Zone AOC des Weinbaugebiets Béarn.

### Verkehr
Baigts-de-Béarn ist erschlossen von den Route départementales 315, 415, 817 (ehemalige Route nationale 117), 915 und 933 (ehemalige Route nationale 133). Eine Linie des Busnetzes Transports 64 führt von Orthez nach Saint-Palais über Baigts-de-Béarn. Die Autoroute A64, genannt La Pyrénéenne, führt durch das südliche Ortsgebiet, allerdings ohne direkte Ausfahrt. Die Bahnstrecke Toulouse–Bayonne führt ohne Halt durch den Ort.